# 遊樂場

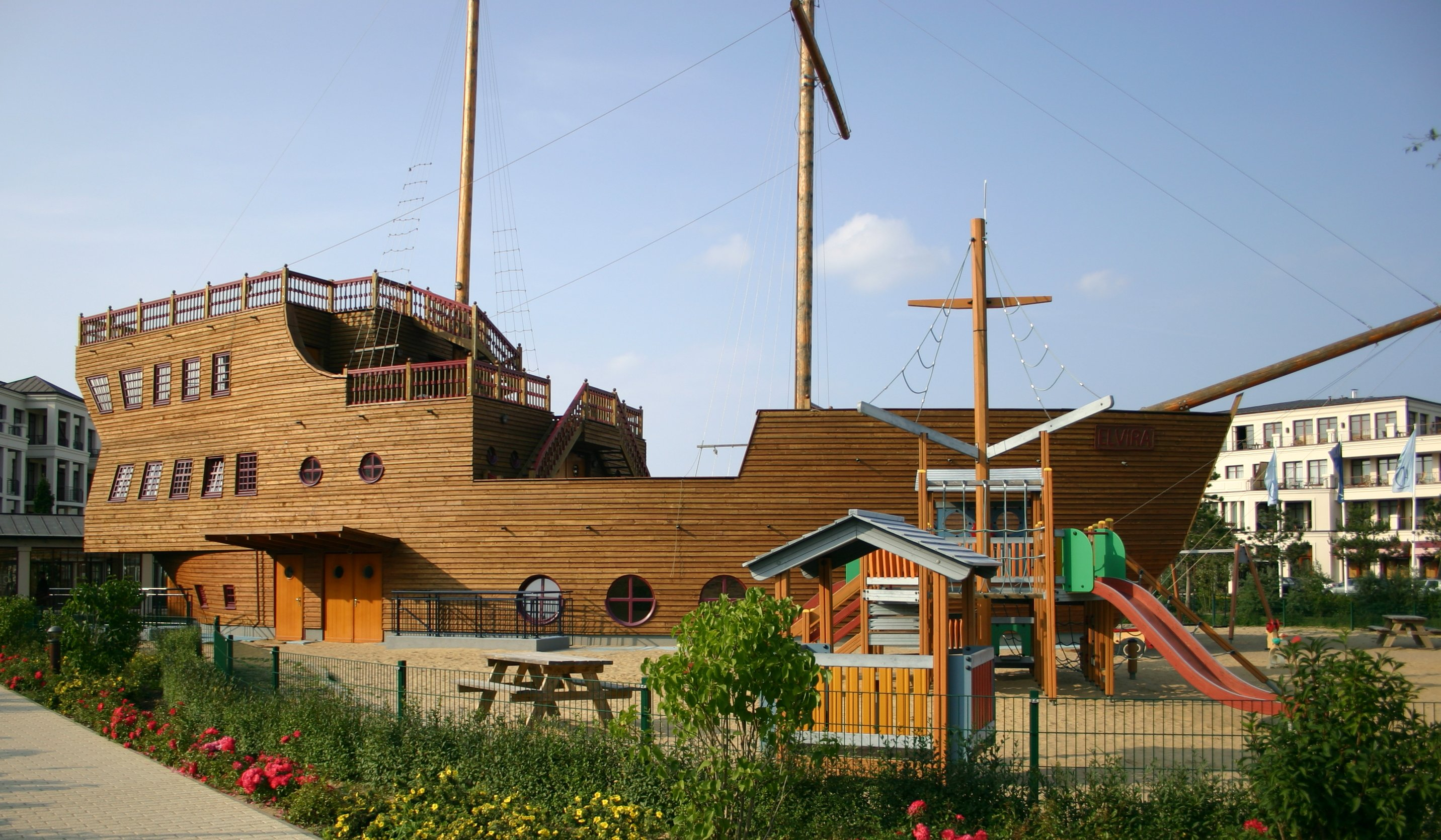
遊樂場

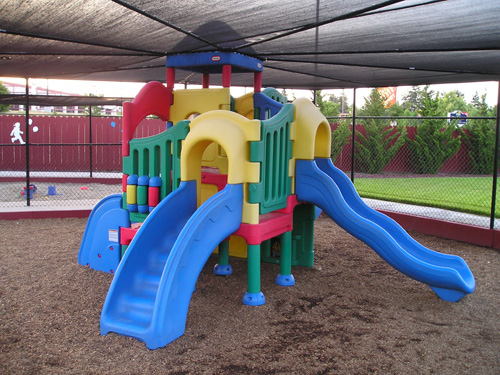
遊樂場常見的設施

遊樂場是指讓兒童自由自在玩耍的地方。現代遊樂場通常會有蹺蹺板、旋轉木馬、鞦韆、單槓、雙槓、滑梯、吊鞦韆、吊環、玩具小屋、沙坑及迷宮。這些遊戲能夠幫助兒童發展協作能力、使身體強健及學會處世技巧，而且又可提供娛樂及享受。
專家認為兒童在遊樂場裡所學得的社交技巧將會使其終身受用。有獨立調查指出遊樂場是兒童在戶外最常去的地方。很多形式的遊戲均對身心有益，但自由及實時的玩樂可以讓兒童獲益更多。
遊樂場通常亦有小型的成人運動設施供兒童玩耍，如棒球、溜冰、籃球或繩球。
有時候，學校或其他志願機構亦會提供遊樂場的遊玩設施。而在過去二十年裡，遊樂場裡的遊玩設施不斷變更，以其達到更高的安全標準。如攀爬架以往會以鋼造成，而現在的攀爬架則會盡量少用鋼而多用尼龍繩網構造。
遊樂場可以是：
- 對公眾開放及免費的；
- 商業營運及收費的；
- 與其他業務相聯，只提供給客戶，如麥當勞；
- 戶內迷宮。

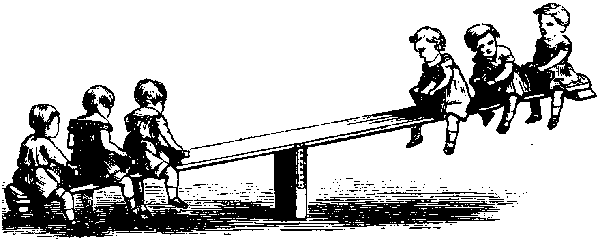
一群兒童在玩蹺蹺板

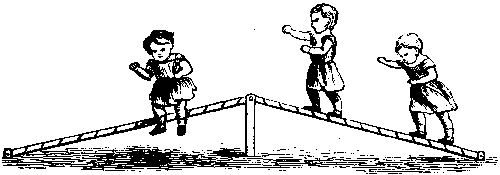
平衡木遊戲

兒童通常很享受在遊樂場裡的時光，然而因為遊樂場始終是成人設計的，部份遊戲可能不合適兒童的年齡或高度，但不論如何，遊樂場的確為兒童提供了一個玩樂的地方，能在某程度上訓練兒童的心智，使其更健康地成長。

## 歷史

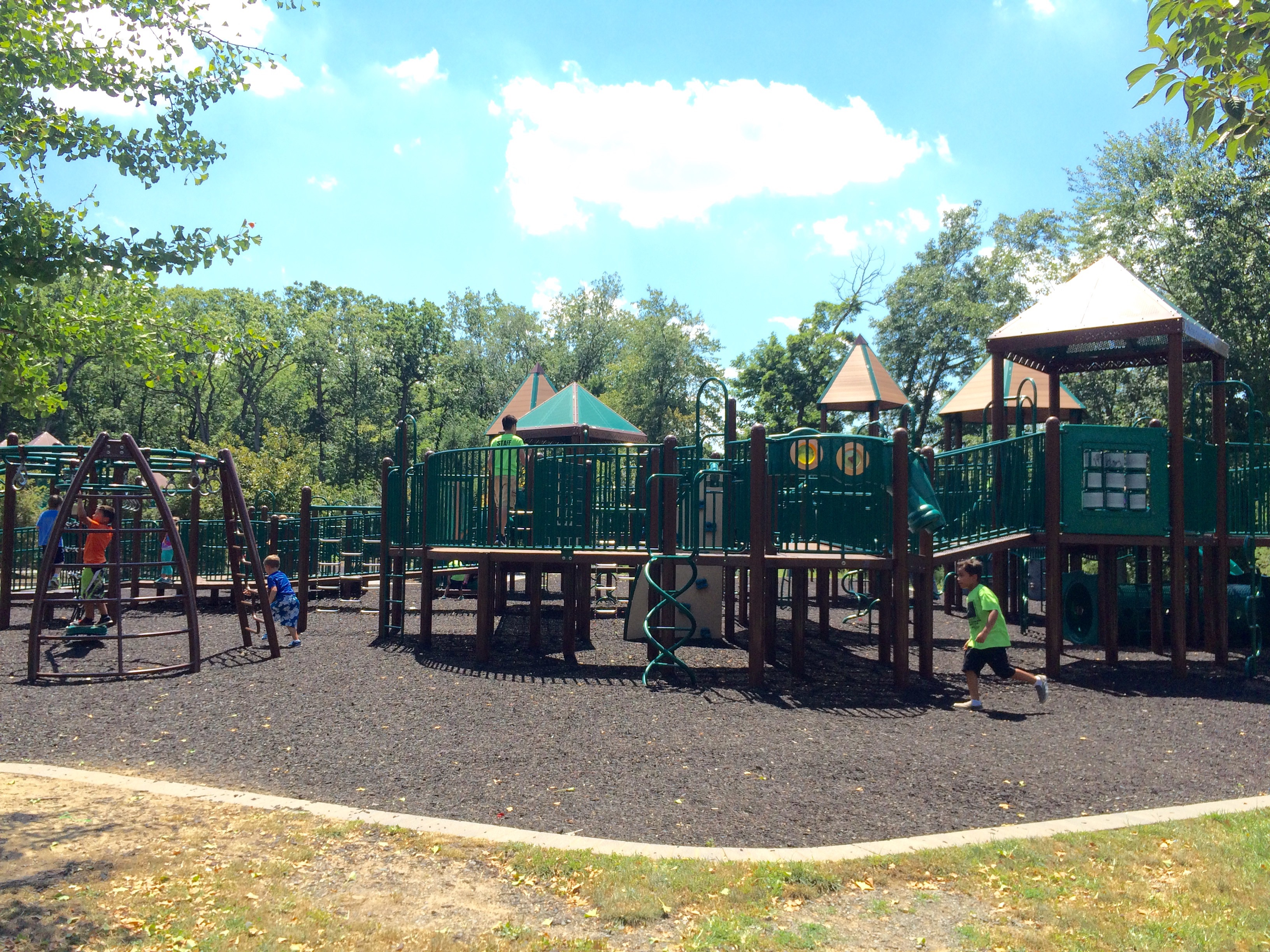
在Paramus, New Jersey的Van Saun Park裏頭的遊樂場一景。

讓孩童們透過遊樂場來發展公平玩樂以及良好禮儀的想法，最初源自德國的學校中所附屬的遊樂場，然而實際上第一個提供具公共性、可自由出入的遊樂場則是在1859年的英國曼徹斯特的公園之中。隨著時間推演，世界上其他國家也開始採取這樣讓遊樂區成為常設性區域的做法。
美國第一個公共遊樂場是1887年建立於舊金山的金門公園。1906年創辦了美國遊樂場協會（Playground Association of America）而隔年社會學家古立克當選為會長。後來，這個組織轉型為美國國家遊憩協會（National Recreation Association），後又改為美國國家遊憩與公園協會。 美國前總統羅斯福曾於1907年公開提倡遊樂場的重要：
城市中的街道無法滿足孩童的需求，因為其危險性、因為大多好玩的遊戲都會違反法規、因為夏天太熱、因為城市中熱鬧的地段也常常是讓人學習犯罪的地方。而家庭的後院，或是裝飾性的草皮，也只能滿足年齡較小孩童的需求。大一點的孩子們會想要玩刺激冒險的遊戲，而這些遊戲一定會需要特別提供給他們的場合；因此，既然遊玩是一項基本的需求，那麼遊樂場應該是和學校一般，提供給每一個孩子。這表示遊樂場應該在各個城鎮中被平均分配，讓每個男孩與女孩用走的就能夠遇到，畢竟大部分的孩童都無法負擔車資。
二次大戰後的伦敦，地景規劃師以及兒童權益的倡導人士——赫特伍德的艾倫夫人——開始提倡「垃圾遊樂場（junk playgound）」的概念。這類遊樂場的設備是由倫敦大轟炸中所回收的橡膠輪胎或其他垃圾材料所建成。她認為英國新一代在城市裡高樓大廈中成長的孩童們應該要擁有各種新型的遊樂設施。她撰寫了一系列與遊樂場主題有關的繪本，以及至少一本有關冒險遊樂場的書籍，倡導給孩子更多自由創意。

## 遊樂設施相片集

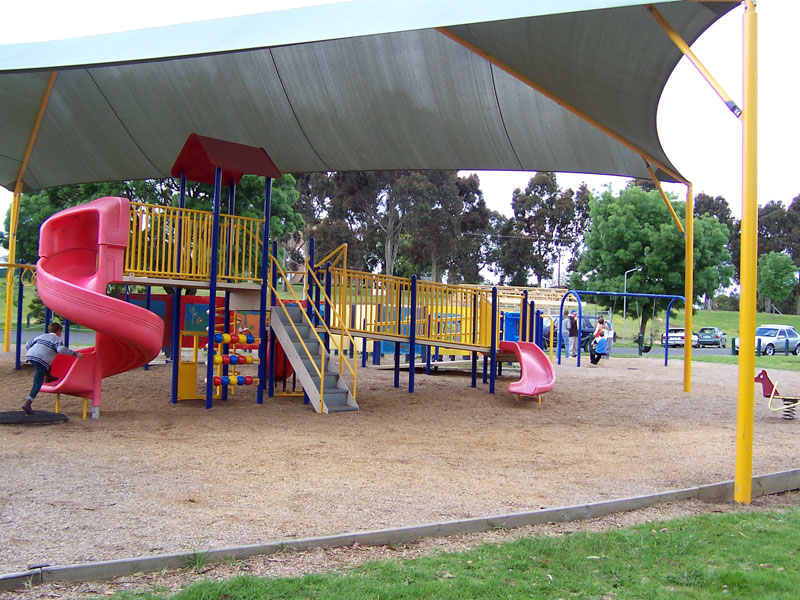
在澳洲的遊樂場
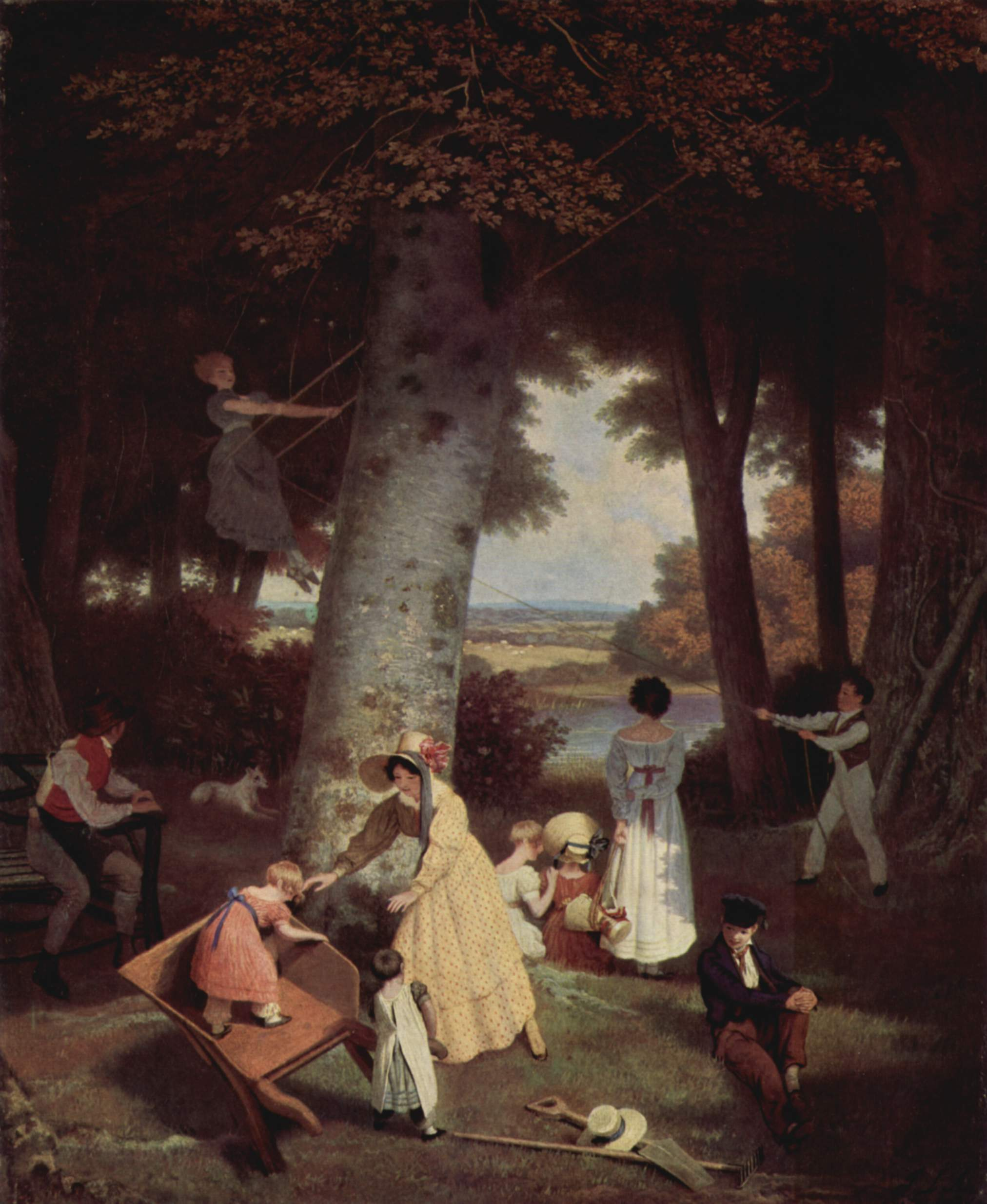
1830年的遊樂場
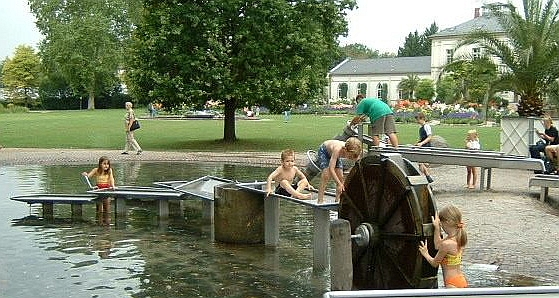
水上遊樂場
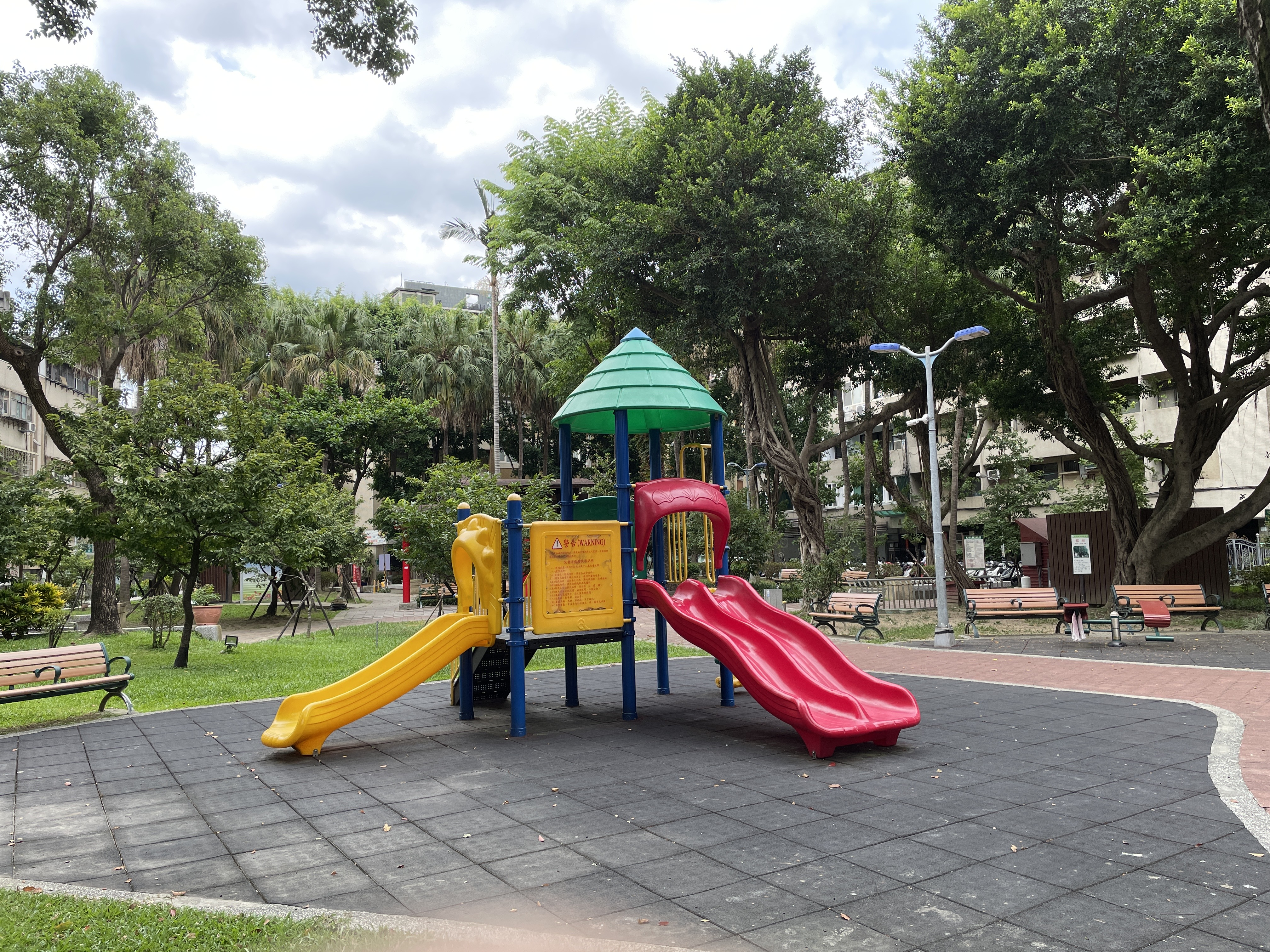
台灣台北市幾乎每個社區公園都有的，專供幼童使用的遊樂設施